# Samsung Electronics
Samsung Electronics (Hangul:삼성전자), met het hoofdkantoor in Daegu, Zuid-Korea is een van de grootste elektronicaconcerns ter wereld en maakt deel uit van de Zuid-Koreaanse Samsung Group. Het is actief in meer dan 60 landen. De naam "samsung" betekent letterlijk "drie sterren" in het Koreaans.

## Geschiedenis
De Samsung Group werd opgericht in 1938 door Lee Byung-chull (1910-1987). De dochteronderneming Samsung Electronics Manufacturing Incorporated werd op 13 januari 1969 opgericht en gevestigd in Daegu. Samsung wilde hiermee inspelen op de sterk stijgende vraag naar televisietoestellen en consumentenelektronica. Medio 1975 werden de aandelen geïntroduceerd op de Korea Exchange. Er staan gewone en preferente aandelen uit en per ultimo 2022 was de meerderheid in handen van buitenlandse beleggers.
In 1984 volgde een naamswijziging, het bedrijf ging verder als Samsung Electronics. Op 1 november 1988 vond een fusie plaats met Samsung Semiconductor and Communications. Eind 1988 werden de activiteiten verdeeld over vier groepen, dat waren huishoudelijke apparaten, telecommunicatie, halfgeleiders en computers.
Op 1 april 2012 werd Samsung Display, die LCD’s maakt, afgesplitst. In 2017 werd de grootste chipsfabriek ter wereld – op dat moment - geopend in Pyeongtaek. In oktober 2014 was het besluit genomen om de fabriek te bouwen hetgeen een investering behelsde van zo’n US$ 13,5 miljard.
De naam Samsung is een van de meest waardevolle merknamen ter wereld.

## Activiteiten
Tot december 2021 telde Samsung Electronics Co., Ltd. vier divisies:
- Consumer Electronics (CE): voornamelijk consumenten elektronica voor huishoudelijke gebruik zoals digitale televisies, koelkasten en airconditioners.
- Information Technology & Mobile Communications (IM): mobiele telefoons, communicatie systemen en computers.
- Device Solutions (DS): waaronder processoren en geïntegreerde schakelingen en OLED en LCD schermen.
- Harman: systemen voor voertuigen, audio en visuele producten en software oplossingen.

IM was de grootste activiteit gemeten naar de omzet, DS volgt met een kleine achterstand en Harman is veruit de kleinste divisie. 
In december 2021 werden de activiteiten opnieuw ingedeeld.
- Device eXperience (DX), dit zijn de oude divisies CE en IM met een focus op consumentenproducten.
- Device Solutions (DS), dit maakt vooral elektronische componenten en is de voormalige DS divisie exclusief SDC.
- Samsung Display (SDC), vooral display panels, inclusief OLED voor smartphones.
- Harman, ongewijzigd.

Gemeten naar de omzet is de DX divisie veruit het grootste met een aandeel in de totale omzet van zo'n 60%. Binnen deze divisie zijn televisies, met een wereldwijd marktaandeel van 30% gemeten naar de waarde, en smartphones, een wereldmarktaandeel van zo'n 20% in volume termen, veruit de belangrijkste producten. De DS divisie heeft de hoogste winstmarges en draagt het meeste bij aan het resultaat. Harman is met een omzetbijdrage van 4% veruit de kleinste divisie. Per jaar geeft het bedrijf zo'n 8% van de omzet uit aan R&D.
In 2022 waren de belangrijkste geografische afzetmarkten van groot naar klein: Noord- en Zuid-Amerika, Volksrepubliek China, overige Azië en Afrika, Europa en tot slot Zuid-Korea. Zuid-Korea heeft een aandeel van zo'n 10% in de totale omzet.
Het bedrijf heeft verder nog aandelenbelangen in andere bedrijven. Per 31 december 2022 had het 15,2% van de aandelen Samsung Heavy Industries in handen, 1,5% van het Nederlandse bedrijf ASML en 9,5% van het Amerikaanse Corning.

### Resultaten
In 2010 behaalde Samsung Electronics een omzet van US$ 134 miljard en een nettowinst van US$ 14 miljard.
| Jaar | Omzet | Bedrijfs- resultaat | Netto- resultaat |
| ---- | ----- | ------------------- | ---------------- |
| 2010 | 154,6 | 17,3                | 16,1             |
| 2015 | 200,7 | 26,4                | 19,1             |
| 2016 | 201,9 | 29,2                | 22,7             |
| 2017 | 239,6 | 53,6                | 42,2             |
| 2018 | 243,8 | 58,9                | 44,3             |
| 2019 | 230,4 | 27,8                | 21,7             |
| 2020 | 236,8 | 36,0                | 26,4             |
| 2021 | 279,6 | 51,6                | 39,9             |
| 2022 | 302,2 | 43,4                | 55,7             |

Het behoort tot de grootste ondernemingen wereldwijd. Samsung Electronics staat op de 25e plaats van grootste bedrijven gemeten naar de omzet gerealiseerd in 2022, in het jaar 2000 was dit nog plaats 131.

### Bedrijfsonderdelen  (oude indeling)
De divisie Digital Media onder andere:
- Plasmatelevisies
- Lcd-televisies en monitoren
- Led-televisies
- Qled-televisies
- UHD/4K-televisies
- QD-OLED-televisies
- Laptops
- Notebooks
- Dvd-spelers
- Digitale camcorders
- Laserprinters
- Digitale camera's

De divisie Telecommunication Network onder andere:
- Smartphones
- Smartwatches
- Mobiele telefoons
- Tablet-pc's

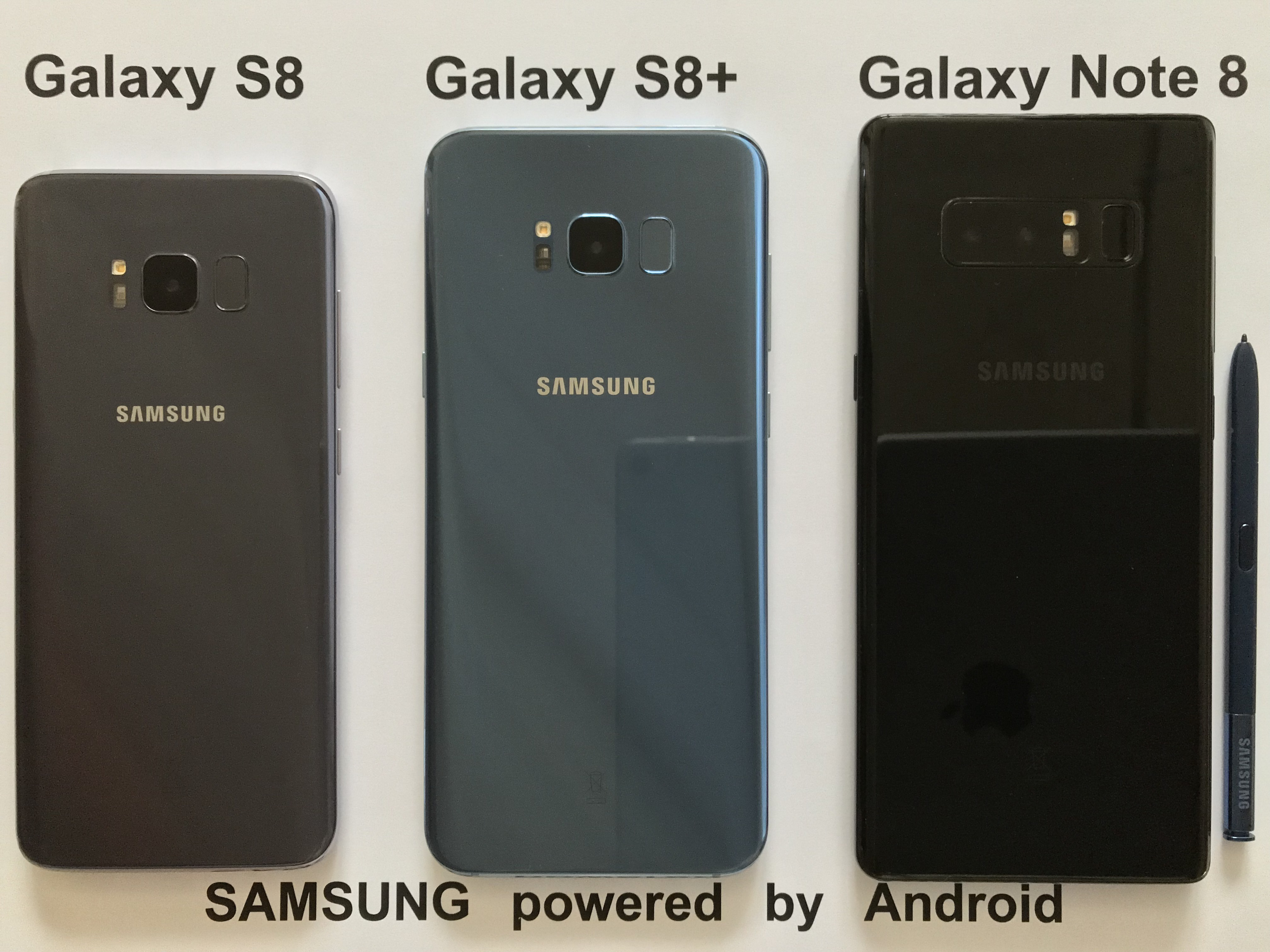
Samsung Smartphones

- Enterprise Pocket PC Mobile Intelligent Terminals (MIT's)
- Satellietontvangers en settopboxen
- Multi-service DSLAM's
- Virtual Reality voor (bepaalde) smartphones

De divisie Digital Appliance onder andere:
- Koelkasten
- Airconditioners
- Luchtreinigers
- Wasmachines
- Magnetrons
- Stofzuigers

De halfgeleiderdivisie onder andere:
- SDRAM-geheugens
- SRAM-geheugens
- NAND-flashgeheugens
- Smartcards
- Digitale opslagmedia
- Harde schijven
- Solid state drives

De divisie LCD onder andere:
- Tft-lcd-beeldschermen voor laptops, monitoren en televisies